# فور مایل رود (آلاسکا)
فور مایل رود (به انگلیسی: Four Mile Road) شهرکی در ناحیه سرشماری یوکان-کویوکوک، آلاسکا ایالت آلاسکا است که جمعیت آن در سرشماری سال ۲۰۰۰ میلادی ۳۸ نفر بوده‌است.